# 757 v.Chr.
Het jaar 757 v.Chr. is een jaartal volgens de christelijke jaartelling.

## Gebeurtenissen

### Egypte
- Koning Rudamon bestijgt in Leontopolis als farao van 23e dynastie van Egypte de troon.

## Overleden
- Takelot III, farao van Egypte